# Oestrophasia uncana
Oestrophasia uncana là một loài ruồi trong họ Tachinidae.